# Sladki (Krasnodar)
Sladki (del ruso: Сладкий) es un jútor del raión de Labinsk del krai de Krasnodar, en el sur de Rusia. Está situado en la zona premontañosa de las vertientes septentrionales del Gran Cáucaso, a orillas del río Chamlyk, afluente del río Labá, tributario del Kubán, 31 km al sureste de Labinsk y 174 km al sureste de Krasnodar, la capital del krai.  Tenía 1 132 habitantes en 2010
Es cabeza del municipio Sladkovskoye, al que pertenece asimismo Rozovi. En su conjunto sumaban 2 150 habitantes.

## Historia
La localidad fue fundada en 1896 por el cosaco Chornov, procedente de la stanitsa Voznesénskaya. El jútor Chernovym hasta 1916, en que recibió su nombre actual. En 1908 se construyó la primera escuela. En 1920 se estableció el poder soviético y el selsoviet, iniciándose en 1922 la colectivización de la tierra con la creación del artel Oblegchenni trud.

## Clima
Clima continental templado, sin grandes fluctuaciones entre el día y la noche. El volumen medio anual de precipitaciones es de 650 ml.

## Economía
El principal sector económico de la localidad es el agrícola y la principal empresa es la OOO Vostok.

## Servicios sociales
En el municipio existe un baño público, una escuela, un jardín de infancia, dos centros de cultura y ocio, y dos puntos de enfermería.